# 中島完一
中島 完一（なかしま かんいち、1882年（明治15年）2月3日 - 1943年（昭和18年）2月19日）は、大日本帝国陸軍の軍人。最終階級は陸軍中将。

## 人物
岐阜県下原村（現・下呂市金山町下原町）出身。生家は屋号を「中屋」と称した旧家ではあったが、完一は、十分な学校教育を受けることができなかったため炭焼きをして家業を助けていた。14歳の時東京へ行き勉強することを志し、歩いて東京へと出発した。東京に到着し、牛乳・新聞配達をしながら勉学を続けた。しかし、眼病を患い隅田川へ入水自殺を図ろうとしたが、通り合わせた人力車の客に助けられ、以後、その人の支援を受けて勉学に励んだ。
その後、陸軍幼年学校から陸軍士官学校へと進み陸軍大学校を卒業後、軍務に服し陸軍中将に昇進した。
陸軍大学校では、秩父宮雍仁親王に通信に関してご進講申し上げたことや、中国・天津では蔣介石や張学良の軍事教官を務めた。このような関係で中国人には知人が多かったため中国へは出征できなかったと言われている。
1943年（昭和18年）2月19日、東京大学付属病院で死去。号は金剛院徳光義寛居士。後継者は、山下奉文司令官の参謀を務めた岡村愛一少将である。
従三位、勲二等。

## 年譜
- 1904年（明治37年） 陸軍士官学校入校
- 1905年（明治38年）3月30日 陸軍士官学校卒業
  - 4月21日 陸軍工兵少尉
- 1912年（大正元年）12月13日 陸軍大学校入校
- 1915年（大正4年）12月11日 陸軍大学校卒業(27期)
- 1929年（昭和4年）8月1日 陸軍工兵大佐・陸軍通信学校教官
- 1931年（昭和6年）3月11日 工兵第5大隊長
- 1932年（昭和7年）4月11日 電信第2聯隊長
- 1934年（昭和9年）1月23日 基隆要塞司令官
  - 3月5日 陸軍少将
- 1935年（昭和10年）3月15日 陸軍通信学校長
- 1937年（昭和12年）8月2日 待命・陸軍中将
  - 8月22日 予備役